# 伊夫·奥克代
伊夫·奥克代（法語：Yves Hocdé，1973年4月29日—），法国男子赛艇运动员。他曾代表法国参加2000年夏季奥林匹克运动会赛艇比赛，获得男子轻量级四人单桨无舵手金牌。